# Pantacantha ameghinoi
Pantacantha  es un género monotípico de plantas con flores de la subfamilia Cestroideae, incluida en la familia de las solanáceas (Solanaceae). Su única especie,  Pantacantha ameghinoi, es originaria de la Patagonia.

## Descripción
Pantacantha ameghinoi es un arbusto que alcanza un tamaño de 50 a 60 cm (raramente a 100) de alto que crece en ocasiones apoyada en las plantas vecinas. Con tricomas glandulares unicelulares o pluricelulares. Las hojas son sésiles y están rodeadas por una envoltura, la lámina de la hoja es de 14 a 30 × 1 a 2 mm de largo,  en forma lineal para elípticas. Las flores son de dos brácteas compatibles, que se asemejan a las hojas del follaje, las flores  son apenas reconocibles de hasta 2 mm de largo. Los frutos son leñosas cápsulas de 4-6 mm de longitud. Cada fruto contiene solo una (raramente) dos o tres semillas, que son angulares, casi en forma de riñón y de forma irregular.

## Distribución
Crece en zonas secas del oeste de Argentina y en la Patagonia en altitudes 1700-2400 m.

## Taxonomía
Pantacantha ameghinoi fue descrita por Carlos Luis Spegazzini y publicado en Nov. Add. Fl. Patag. 2, repr. 52, en el año 1902.